# Corvallis (Oregon)
Corvallis – miasto (city), ośrodek administracyjny hrabstwa Benton, w północno-zachodniej części stanu Oregon, w Stanach Zjednoczonych, położone na zachodnim brzegu rzeki Willamette, w miejscu, gdzie uchodzi do niej rzeka Marys. W 2013 roku miasto liczyło 55 298 mieszkańców.
Miejscowość, początkowo nazwana Marysville, rozplanowana została w 1851 roku. W 1853 roku nazwa osady zmieniona została na Corvallis (z łac. „serce doliny”). W 1855 roku Corvallis tymczasowo pełniło funkcję siedziby władz Terytorium Oregonu, zastępując miasto Salem. Oficjalne założenie miasta Corvallis nastąpiło w 1857 roku.
W mieście swoją siedzibę ma uczelnia Oregon State University (zał. 1858 jako Corvallis College). Urzędują tutaj także władze lasu narodowego Siuslaw.

## Współpraca
- Gonder, Etiopia
- Użhorod, Ukraina
- Antofagasta, Chile